# Kasriel Hirsch Sarasohn
Kasriel Hirsch Sarasohn (auch: Hersch; auch: Sarahsohn; * 1835 im Powiat Suwalski, heute Polen, als Sohn eines Rabbiners; † 12. Januar 1905 in New York) war ein US-amerikanischer Publizist und Philanthrop.
Sarasohn wanderte 1866 von Russland kommend in die Vereinigten Staaten ein, wo er u. a. 1872 die erste jiddische amerikanische Wochenzeitung New Yorker Yiddishe Tseitung und 1874 die Wochenzeitung Di Yidishe Gazeten (existierte über 50 Jahre lang) und danach 1885 die erste jiddische Tageszeitung Yidishes Tageblat herausgab. Er war auch Delegierter bei mehreren zionistischen Kongressen.
Sein Sohn Ezekiel Sarasohn und sein Schwiegersohn L. Kamelka setzten mit verschiedenen Blättern, die teils heute noch existieren, die publizistische Tradition fort.